# La Chapelle-sur-Erdre
La Chapelle-sur-Erdre (bretonsko Chapel-Erzh) je severno predmestje Nantesa in občina v francoskem departmaju Loire-Atlantique regije Loire. Leta 2012 je naselje imelo 17.709 prebivalcev.

## Geografija
Kraj leži v pokrajini Bretaniji ob reki Erdre, 3 km od središča Nantesa.

## Uprava
La Chapelle-sur-Erdre je sedež istoimenskega kantona, v katerega so poleg njegove vključene še občine Fay-de-Bretagne, Grandchamps-des-Fontaines, Sucé-sur-Erdre, Treillières in Vigneux-de-Bretagne s 46.432 prebivalci (v letu 2012)
Kanton la Chapelle-sur-Erdre je sestavni del okrožja Nantes razen občine Fay-de-Bretagne, ki se nahaja v okrožju Châteaubriant.

## Zanimivosti
- Château de la Gascherie
- Château de La Desnerie
- Sv. Katarina

- grad Château de la Gascherie iz 15. stoletja, francoski zgodovinski spomenik od leta 2001,
- grad Château de La Desnerie iz 15. do 19. stoletja, zgodovinski spomenik od leta 1985,
- cerkev sv. Katarine iz leta 1835.

## Pobratena mesta
- Bychawa (Lublinsko vojvodstvo, Poljska),
- Ianca (Muntenija/Velika Vlaška, Romunija).